# Overberg Test Range
Die Overberg Test Range (OTR) oder in Afrikaans Overberg Toetsbaan (OTB) ist ein militärisches Testgelände und ein Raketenstartplatz im Distrikt Overberg, in der Nähe der Stadt Arniston an der Südküste von Südafrika.
Die OTB befindet sich im Besitz des staatlichen südafrikanischen Rüstungsunternehmens Denel. Die Overberg Test Range wurde in den 1980er-Jahren unter Armscor eingerichtet und befindet sich seit 2002 in einem Ausbauprojekt, das ursprünglich im März 2010 abgeschlossen werden sollte. Aufgrund von finanziellen Belastungen bei Denel wurde der Plan zur Fertigstellung allerdings um ein Jahr verlängert. Der Entwurf und Bau des Testgeländes lehnt sich an das israelische Raketentestgelände bei Palmachim an und erfolgte wahrscheinlich auch mit Unterstützung Israels.

## Lage und Gelände
Koordinaten: 34° 33′ 7″ S, 20° 19′ 2″ O
Die OTB befindet sich östlich in rund 200 Kilometer Entfernung von Kapstadt zwischen Arniston und dem Kap Infanta. Das Testgelände wird durch den De Hoop Nationalpark in einen größeren westlichen und kleineren östlichen Teil getrennt.
Das Gelände selbst ist rund 43.000 Hektar groß und hat eine maximale Ausdehnung von 70 × 14 km. Das Testgelände erstreckt sich mit den Raketen-Startplätzen und Testplätzen entlang der Küste. Die zum OTB gehörende Flugzone ohne Höhenbeschränkung misst 240 × 55 km und der Bereich über dem Meer 70 × 30 km. Das Testgelände schließt so 70 km Küstenlinie mit ein.
Der westliche Teil der OTB ist relativ flach und ermöglicht so Tiefflugmanöver und -angriffe. Hier befinden sich auch die Hauptkontrolleinrichtungen, Büros und Wartungseinrichtungen. Außerdem ist dort ein Areal für Luft-Boden-Angriffe mit einer Größe von 2000 × 400 Metern. Der östliche Teil ist gebirgiger und wird hauptsächlich für den Geländefolgeflug und auch als Einschlagpunkt für Langstreckenwaffen benutzt. Die Gegend um das Testgelände ist hauptsächlich dünn besiedeltes Farmland, wodurch es weitestgehend frei von industrieller Luftverschmutzung und der Gefahr störender Beeinträchtigungen durch Sendeanlagen aus der Umgebung ist.
Die benachbarte Luftwaffenbasis Air Force Base Overberg wird mit dem dazugehörigen Test Flight and Development Centre (TFDC) von der südafrikanischen Luftwaffe betrieben und ermöglicht mit ihrer 3000 Meter langen Start- und Landebahn auch die Landung sehr großer Flugzeuge. Die Basis ist auch verantwortlich für die Koordination des Flugbetriebes auf der OTB.

## Einrichtungen und Ausrüstung
In den Spitzenzeiten Anfang der 1990er-Jahre waren 500 Personen in Overberg beschäftigt. Das militärische Programm wurde allerdings 1992 eingestellt und das Raumfahrtprogramm nur ein Jahr später. 1997 waren nur noch 28 Personen in Overberg tätig. Die OTB ist nach ISO 9001 und ISO 14001 zertifiziert.
Auf der OTB können verschiedene Tests durchgeführt werden:
- Luft-Luft-Test
- Luft-Boden- oder Luft-See-Tests
- Boden-Boden-Tests (auch Seeziel)
- Panzerabwehr-Tests (auch vom Hubschrauber aus)
- Flugzeug- und Avioniktests, Fracht- und Abwurftests

Die Einrichtungen und Systeme sind dabei in der Lage, drei fliegende Objekte parallel zu verfolgen und die Daten in Echtzeit wiederzugeben. Für Tests können zahlreiche Ziele bereitgestellt werden. So werden sowohl Hochgeschwindigkeits-Drohnen, gezogene Ziele und Fallschirm-Ziele als auch stehende und bewegliche Panzerwannen und gewärmte Ziele zur Simulation der Triebwerkswärme für Infrarot-Suchköpfe eingesetzt.
Zur Überwachung der Tests steht eine Vielzahl von Instrumenten und Überwachungseinrichtungen zur Verfügung:
- drei Präzisionsradare zur Echtzeit-Verfolgung
- sechs mobile Film-Theodolite (5–300 Bilder pro Sekunde) und ein Verfolgungssystem (mit Teleskop bis zu 10 m Brennweite und optischer Nachführeinrichtung) mit Film und Video
- zahlreiche Hochgeschwindigkeitskameras (16 mm, 35 mm und 70 mm, 25–1000 Bilder pro Sekunde) zur Dokumentation im Start- und Zielgebiet (auch im Infrarot-Bereich)
- zwei stationäre und zwei mobile Telemetrie-Stationen, die im S- und P-Band arbeiten.
- zum Datenabgleich steht eine Caesium-Atomuhr zur Verfügung, die mit dem Global Positioning System (GPS) referenziert wird
- Fernsteuerung über IRIG-B Übertragung
- ein Sicherheitssystem kompatibel mit dem RCC-319-XX Standard
- eine Wetterstation für Messungen der unteren und oberen Luftschichten, auch unter Nutzung von Wetterballons oder meteorologischen Raketen (bis zu einer Höhe von 50 km)
- Luft- und Marine-Suchradars

## Testprogramme
Von Overberg wurde gegen Ende der 1980er-Jahre die Rakete RSA-3 gestartet, die baulich mit der israelischen Rakete Shavit in vielen Teilen übereinstimmt.
Seit das militärische und Raumfahrtprogramm eingestellt wurde, bietet die Overberg Test Range hauptsächlich die Durchführung und Überwachung von Testprogrammen und -flügen für Flugkörper aller Art an. Seit Gründung der Test Range wurden so bis 2003 fast 700 Testprogramme durchgeführt.

### Testprogramme für die deutsche Bundeswehr
So wurde fast das komplette Testprogramm für den Taurus KEPD 350 in Overberg durchgeführt. Auch die Verifikation durch das Bundesamt für Wehrtechnik und Beschaffung (BWB) und verschiedene Testflüge, unter anderem mit Beteiligung des Jagdbombergeschwaders 33, erfolgte hier.
Auch die Deutsche Marine nutzte OTB bereits für den scharfen Schuss von Exocet, Sea Sparrow und anderen Flugkörpern.

### Bekannte Starts von Trägerraketen
Alle Starts wurden unter Führung von Armscor (Armaments Corporation of South Africa Ltd.), einer staatlichen Einrichtung vergleichbar mit dem BWB, durchgeführt.
- 1. Juni 1989 –  Trägerrakete: RSA-3-d, 1. Testmission, Gipfelhöhe: 100 km[12]
- 6. Juli 1989 – Trägerrakete: RSA-3, 2. Testmission, Gipfelhöhe: 300 km
- 19. November 1990 – Trägerrakete: RSA-3, 3. Testmission, Gipfelhöhe: 300 km